# 聖帕布羅 (科羅拉多州)
聖帕布羅（英語：San Pablo）是位於美國科羅拉多州科斯蒂亞縣的一個非建制地區。該地的面積和人口皆未知。

## 地理
聖帕布羅的座標為37°08′50″N 105°23′41″W / 37.14722°N 105.39472°W，而該地的平均海拔高度為2467米（即8094英尺）。